# Cratere Asclepi
Asclepi è un cratere lunare di 40,56 km situato nella parte sud-orientale della faccia visibile della Luna in una zona collinare.

Il cratere è dedicato dell'astronomo italiano Giuseppe Maria Asclepi.

## Crateri correlati
Alcuni crateri minori situati in prossimità di Asclepi sono convenzionalmente identificati, sulle mappe lunari, attraverso una lettera associata al nome.
| Asclepi | Coordinate            | Diametro (in km) |
| ------- | --------------------- | ---------------- |
| A       | 53°06′00″S 23°00′36″E | 13,43            |
| B       | 54°14′24″S 23°49′48″E | 17,26            |
| C       | 53°34′48″S 23°33′00″E | 9,57             |
| D       | 53°39′36″S 24°05′24″E | 17,86            |
| E       | 52°15′36″S 24°09′00″E | 6,39             |
| G       | 53°30′S 24°48′E       | 4,93             |
| H       | 52°48′S 25°12′E       | 18,22            |